# Międzynarodowy Festiwal Filmowy Żydowskie Motywy
Międzynarodowy Festiwal Filmowy Żydowskie Motywy (ang: Jewish Motifs International Film Festival) – to główny festiwal filmowy o tematyce żydowskiej odbywający się corocznie od 2004 roku w Warszawie.
Według Ambasady RP w Bernie jest to: „Największy europejski festiwal poświęcony tematyce żydowskiej we współczesnej kinematografii”.
Piętnasta edycja Festiwalu odbędzie się w połowie września 2019 r. Początkowo daty Festiwalu przypadały około rocznicy powstania w getcie warszawskim wg kalendarza żydowskiego – dlatego też daty dzienne poszczególnych edycji były różne, ale zawsze w tym samym okresie. Do 2016 roku festiwal ten odbywał się w kwietniu, od 2016 r. odbywa się pod koniec maja. We wrześniu 2019 roku nastąpiła wyjątkowa zmiana dat, a Festiwal został jednorazowo przeniesiony na wrzesień.

## Idea

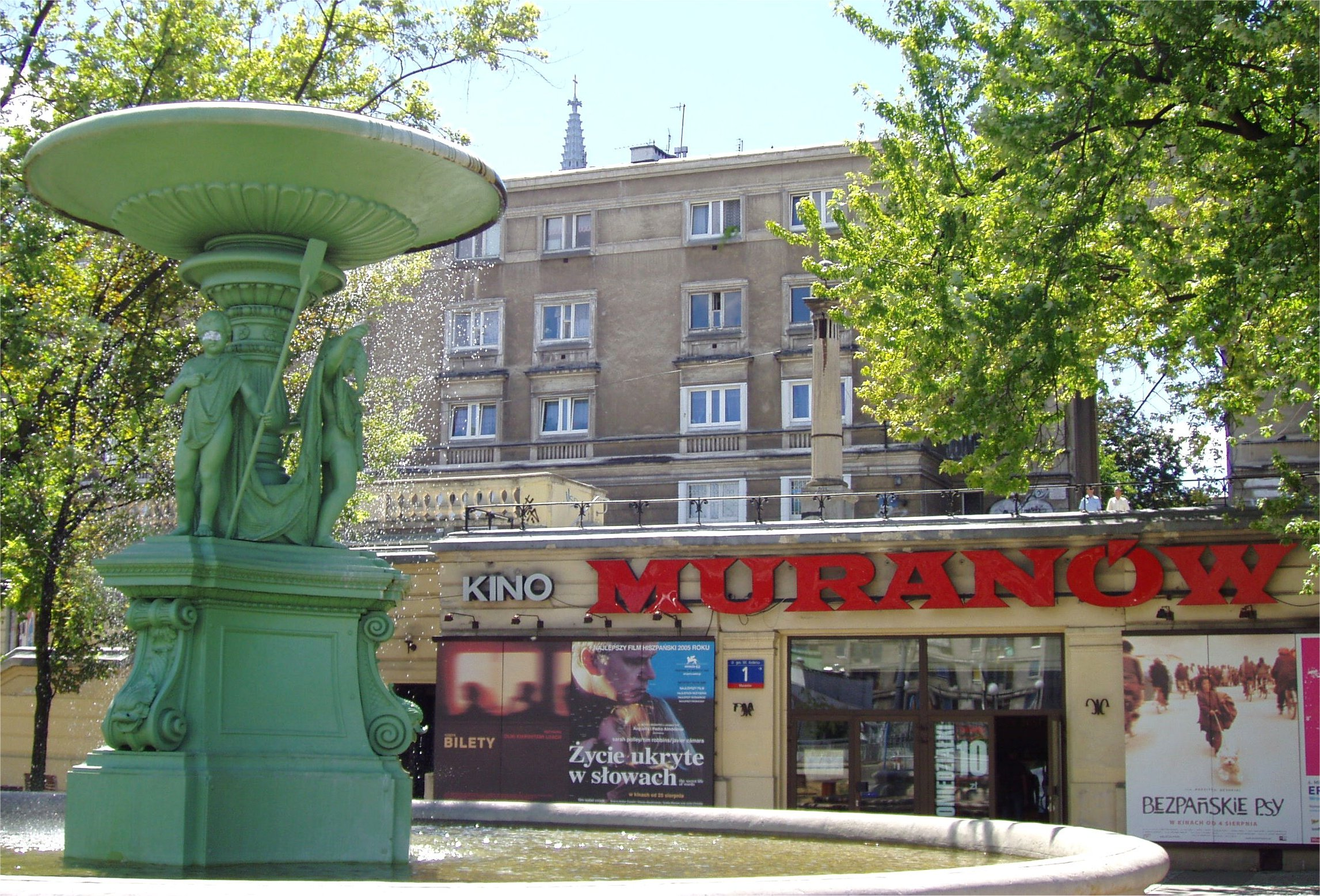
Kino Muranów na Muranowie w Warszawie

Według organizatorów celem wydarzenia jest:
- podnoszenie świadomości na tematy związane z „żydowską tożsamością i doświadczeniem na przestrzeni dziejów, zachowaniem kultury i tradycji żydowskiej jako źródła cywilizacji judeochrześcijańskiej – poprzez sztukę kina”[3];
- promowanie filmów o kulturze żydowskiej „w celu dotarcia do młodej widowni, która stoi dziś przed złożonymi problemami naszych czasów, takimi jak terroryzm, nietolerancja i nienawiść”;
- „Poprzez ekspresję artystyczną w postaci filmów chcemy znaleźć sposoby komunikowania się ze wszystkimi wspólnotami religijnymi, narodowymi i kulturowymi, aby lepiej się poznać i zrozumieć ich różnorodne motywy”[3] – szczególnie przez podkreślenie wspólnych elementów.
- „Prezentacja produkcji non-profit, pionierskich lub poszukujących nowych sposobów ekspresji, które nie kolidują z uniwersalnym wymogiem prawdy w pracy artystycznej”[3].

Szczególny nacisk położony jest na prezentację filmów z regionu Europy Środkowo-Wschodniej. Aktywny udział publiczności jest specjalnością festiwalu, gdzie po każdym seansie odbywają się bezpośrednie spotkania z reżyserami filmowymi. Organizatorzy i inni eksperci biorą również udział w tematycznych debatach i spotkaniach towarzyszących pokazom i pokazom postfestiwalowym, co daje im możliwość bezpośredniej interakcji. Dlatego festiwal jest często opisywany jako bezpośrednie spotkanie i „networking”, a nie festiwal czerwonych dywanów.
Festiwal współpracuje z innymi podobnymi festiwalami filmów żydowskich w Brighton, Wiedniu i Sztokholmie.

## Historia
Międzynarodowy Festiwal Filmowy Żydowskie Motywy został zorganizowany po raz pierwszy w 2004 roku – wówczas pod nazwą: Warszawski Międzynarodowy Festiwal Filmowy „Żydowskie Motywy”.
Zdaniem dyrektora Mirka Chojeckiego miało to być jednorazowe wydarzenie mające na celu przedstawienie tradycji kina żydowskiego, od przedwojennych filmów jidysz zrealizowanych w Polsce aż po kino współczesne początku XXI wieku. Festiwal został przyjęty wyjątkowo pozytywnie – zarówno przez międzynarodowych gości, jak i polską publiczność, że podczas ceremonii zamknięcia Chojecki powiedział „do zobaczenia za rok” i tę obietnicę wciąż dotrzymuje. Festiwal Żydowskie Motywy stał się corocznym wydarzeniem, ale dopiero od 2004 r. Jako Międzynarodowy Festiwal Filmowy (Międzynarodowy Festiwal Filmowy Żydowskie Motywy).

Tradycyjnie ceremonię otwarcia i zamknięcia prowadzili: Andrzej Wajda (polski reżyser filmowy) i (polsko-żydowski pisarz) Józef Hen. 

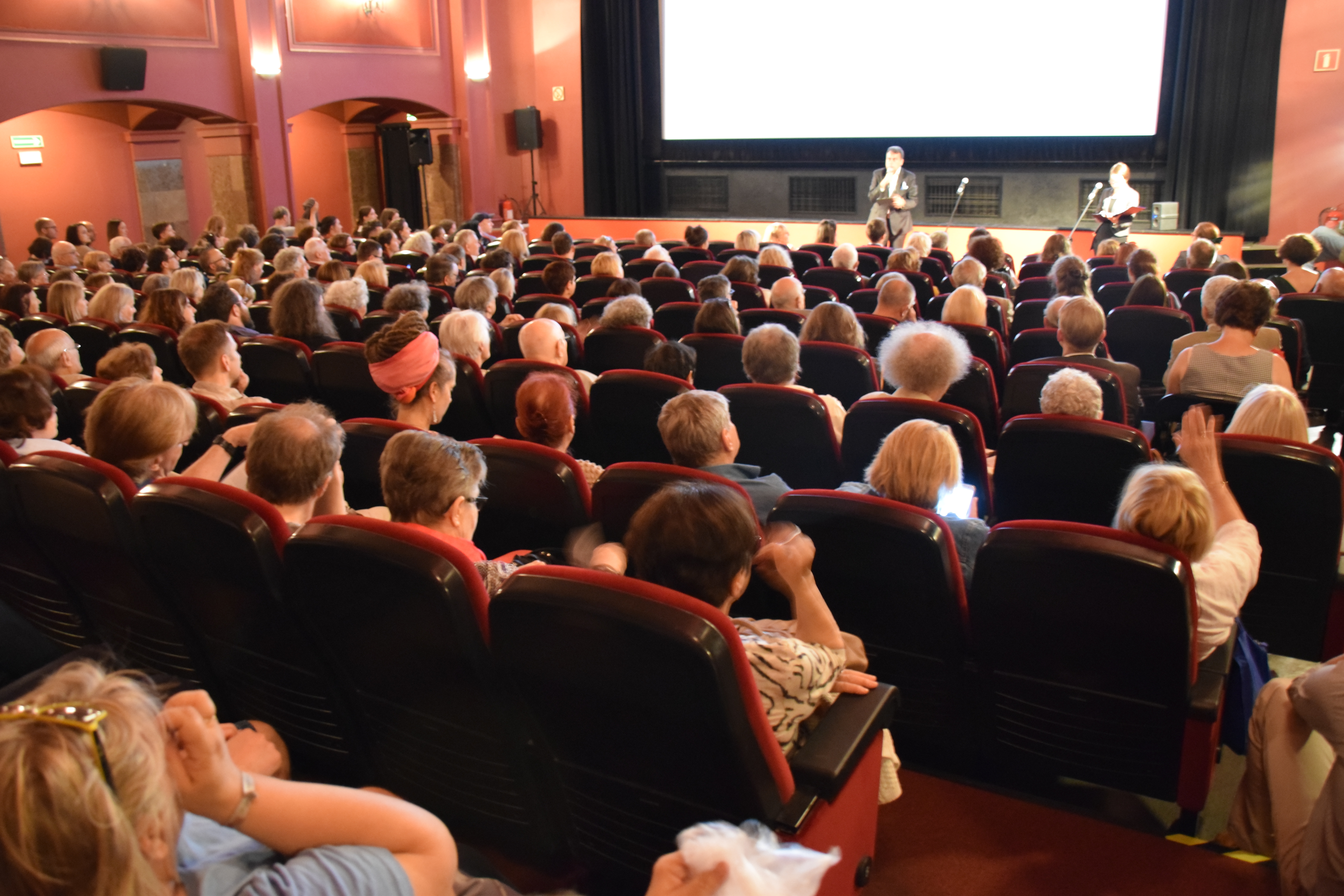
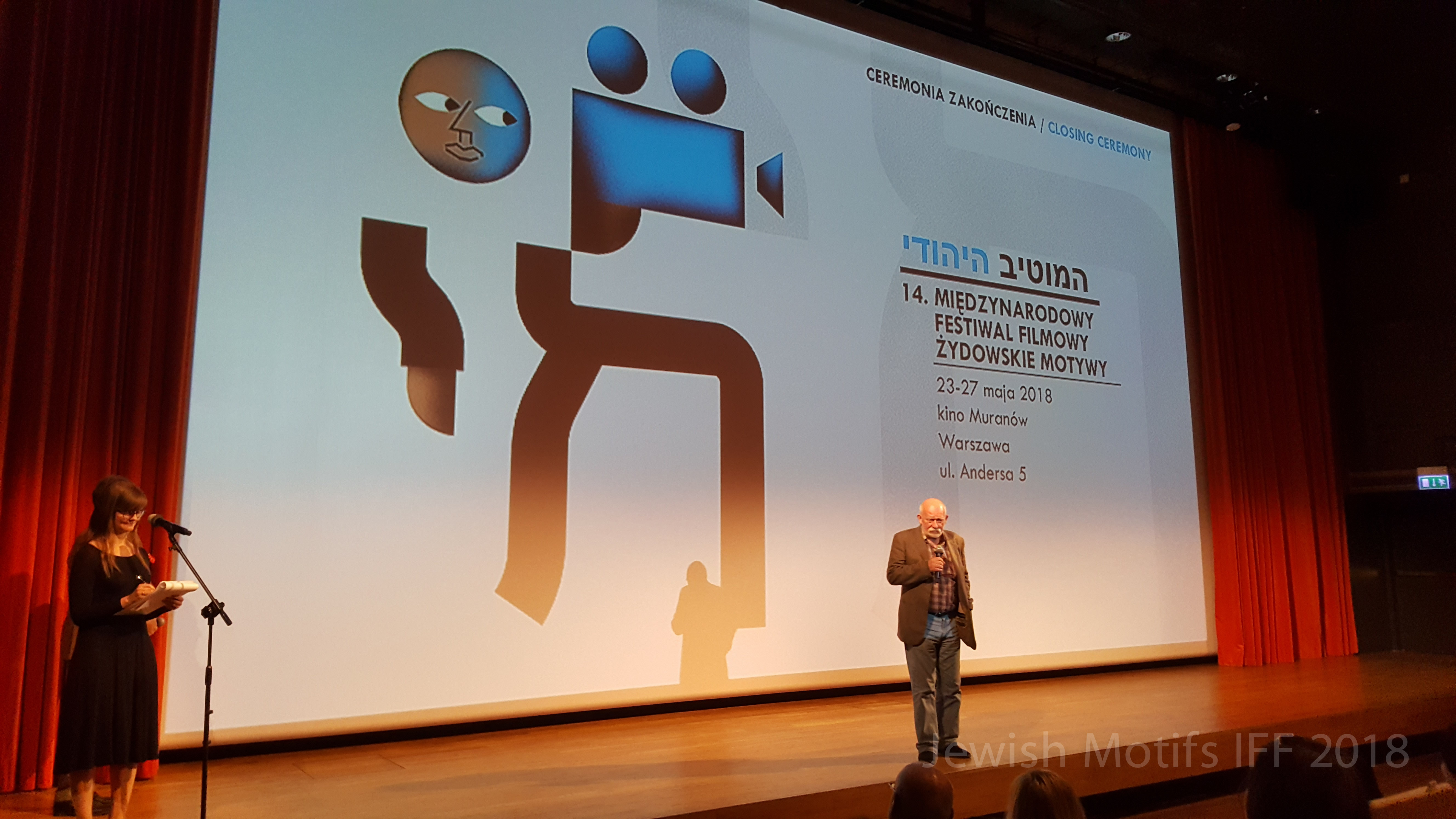
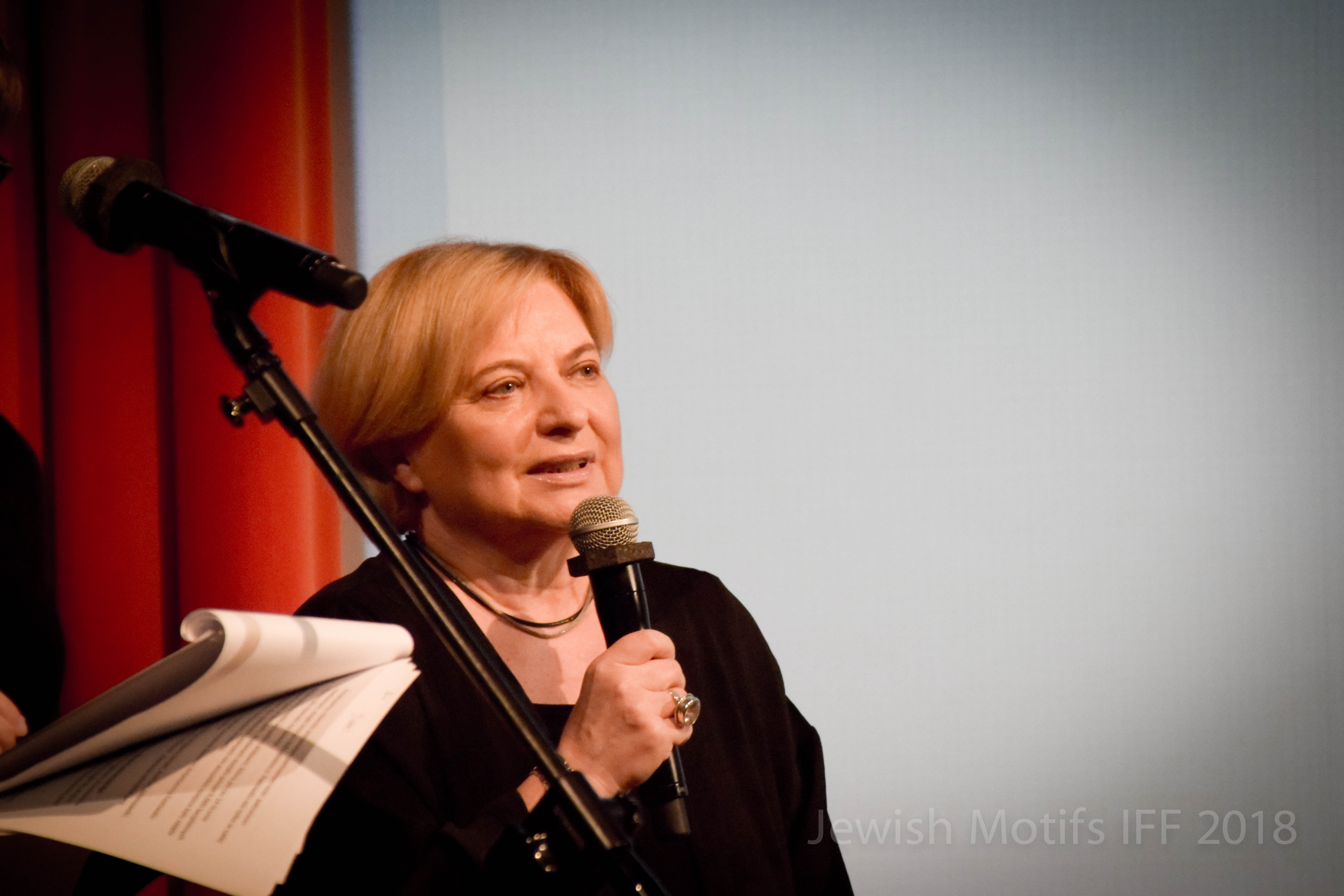
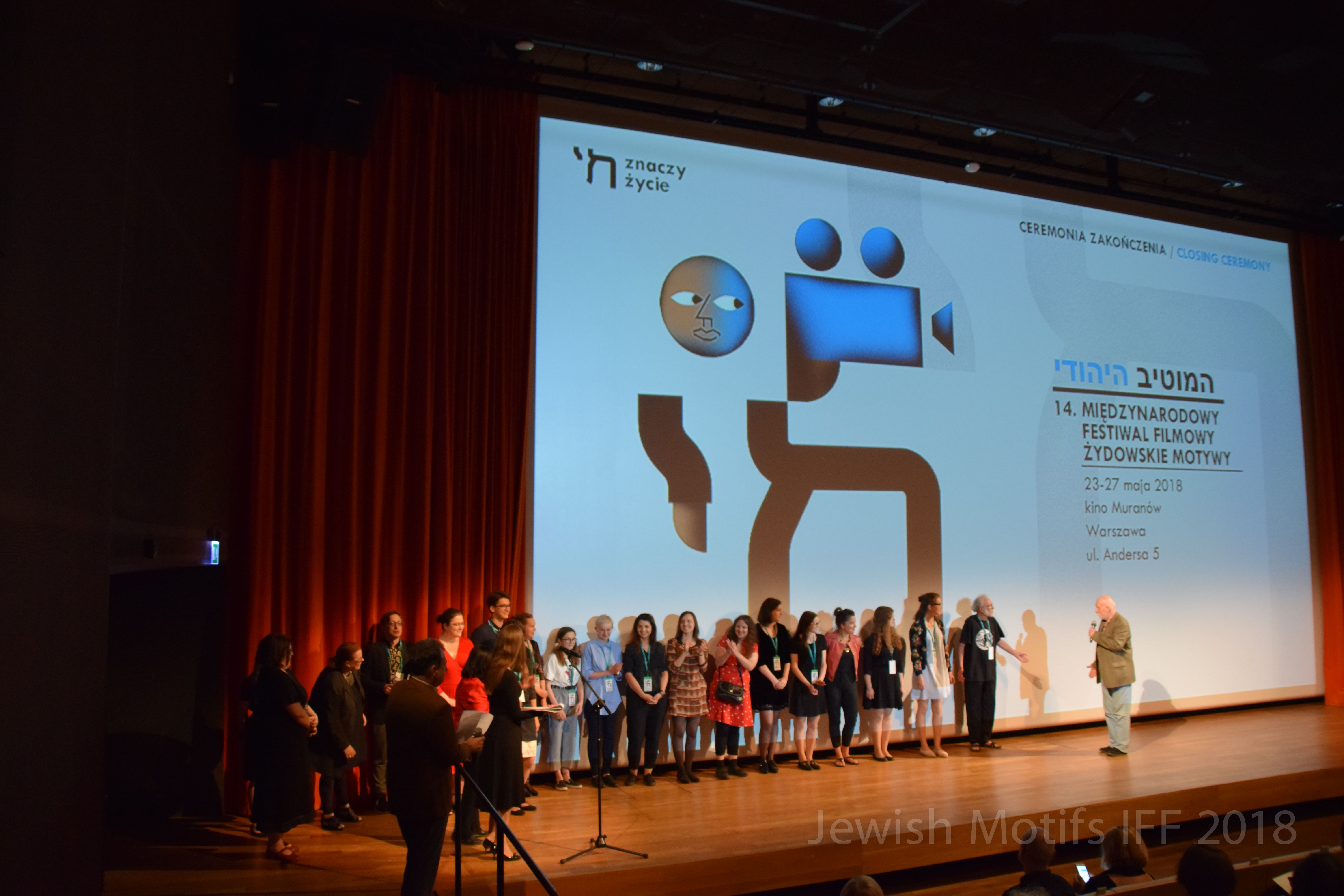
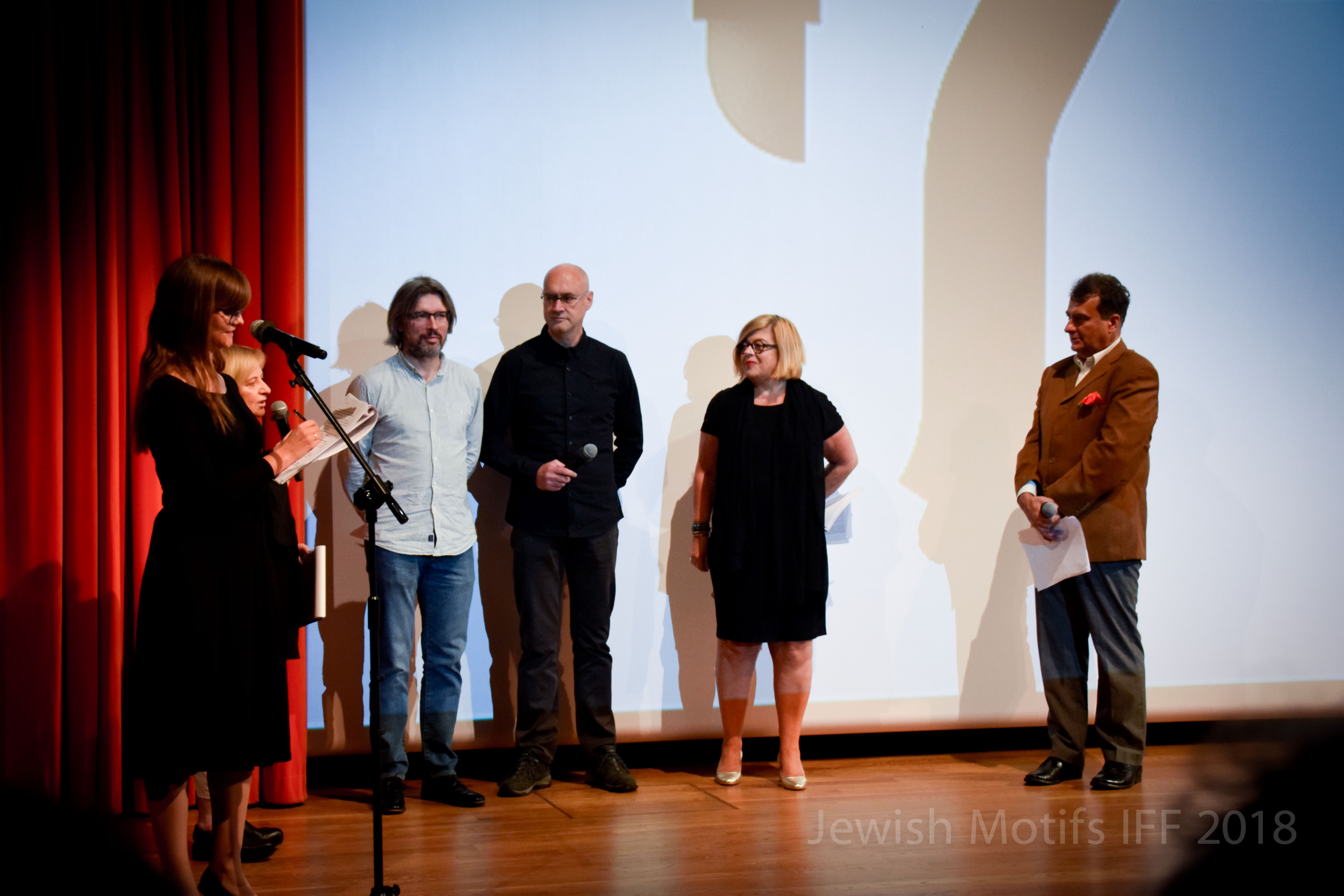
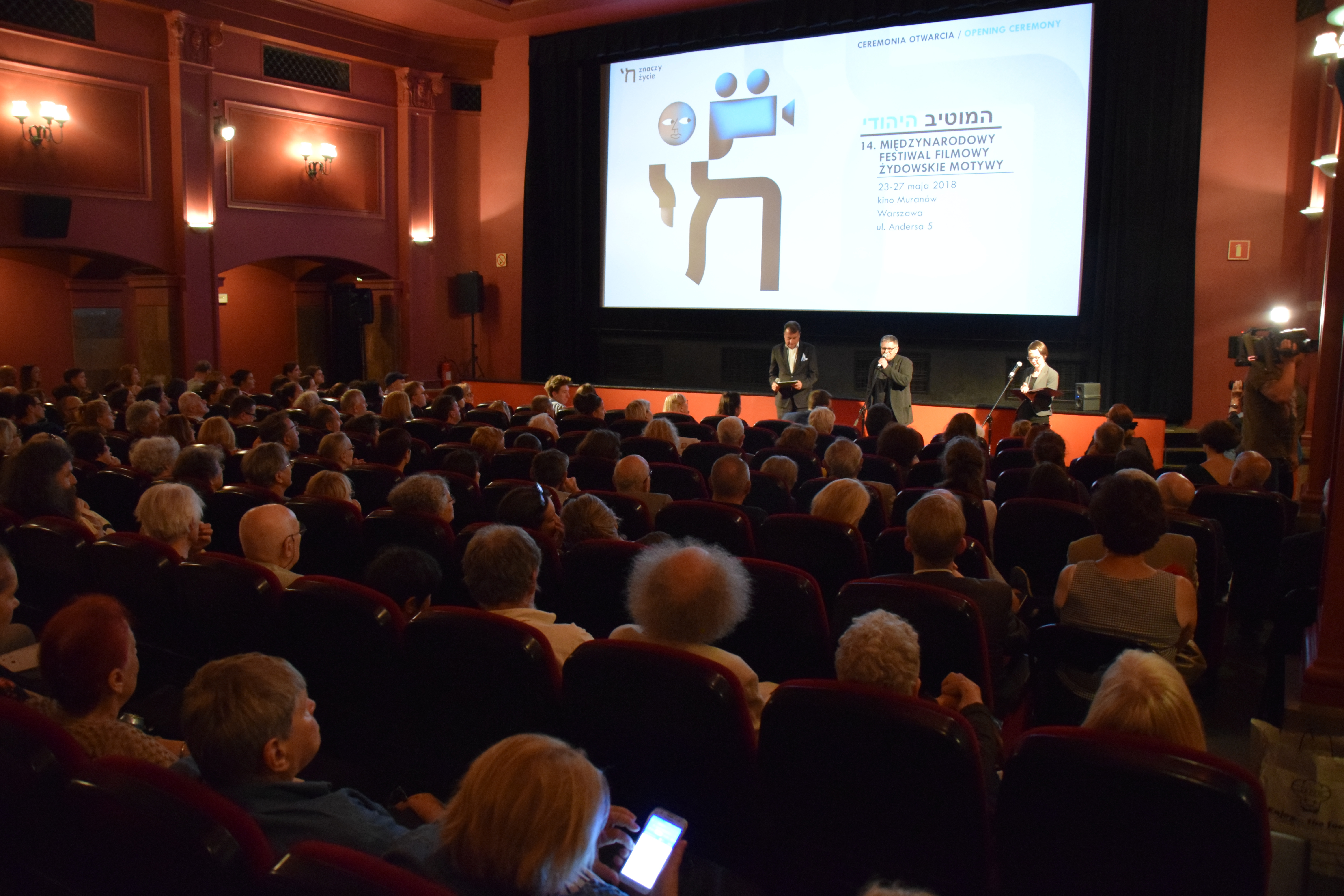
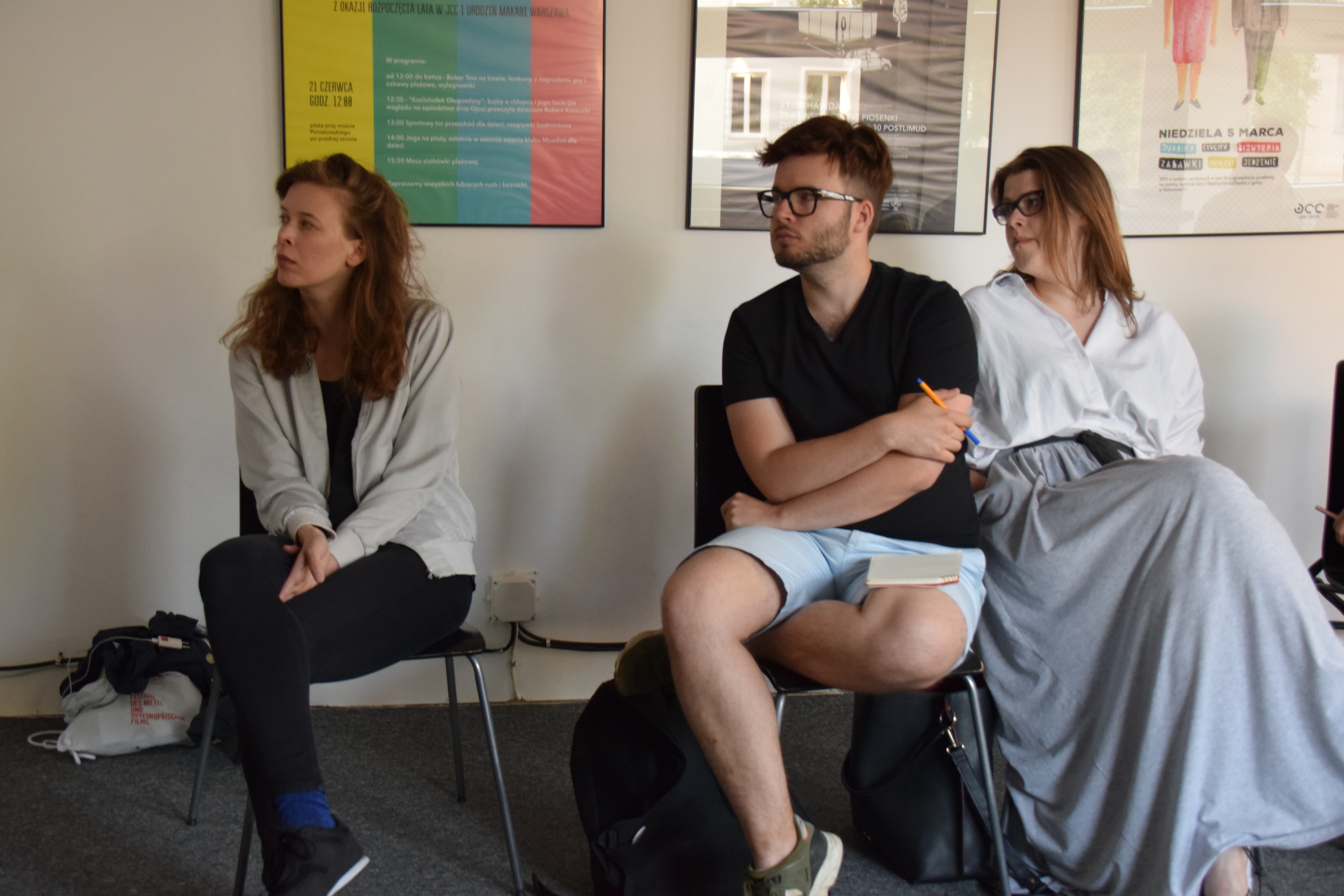
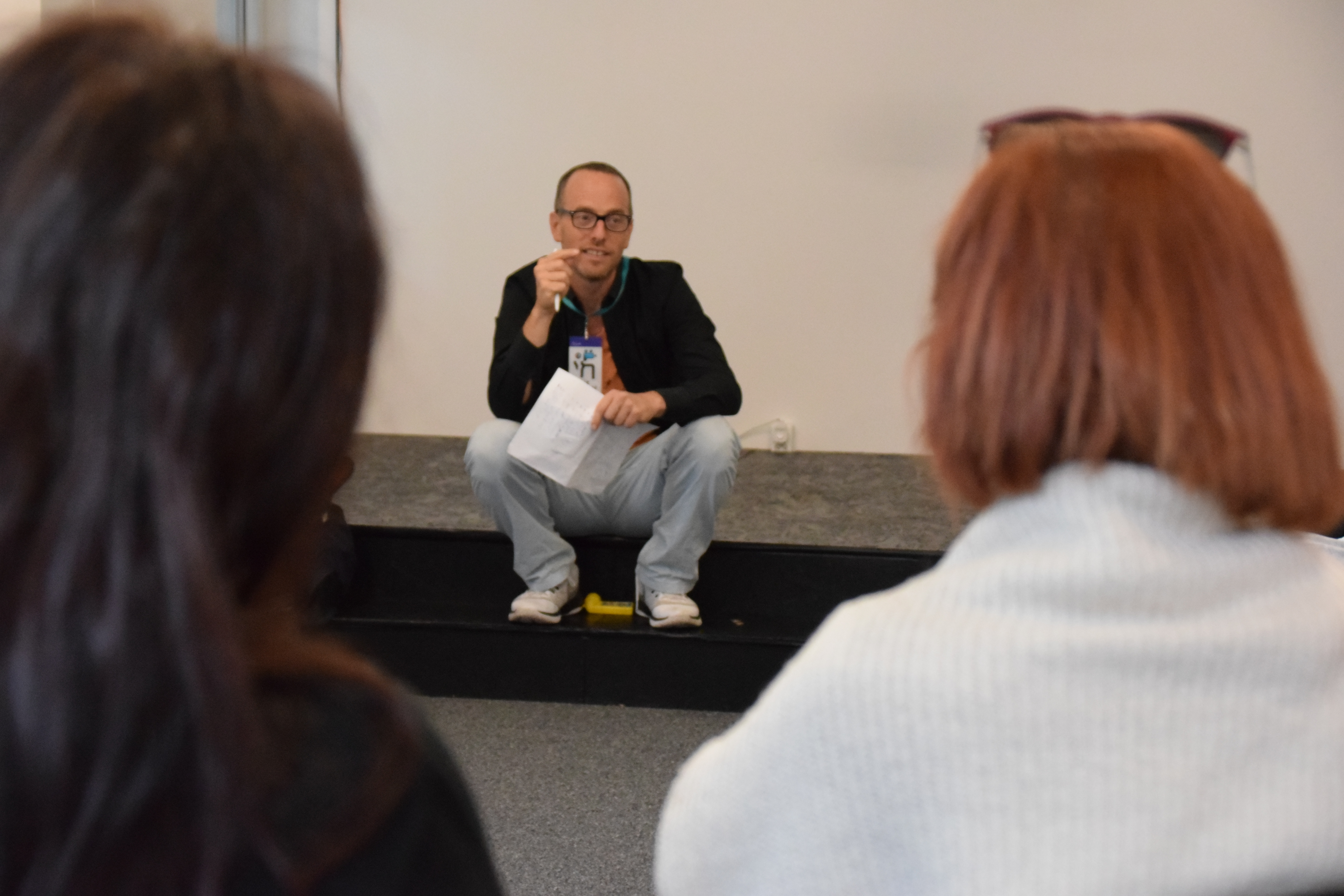
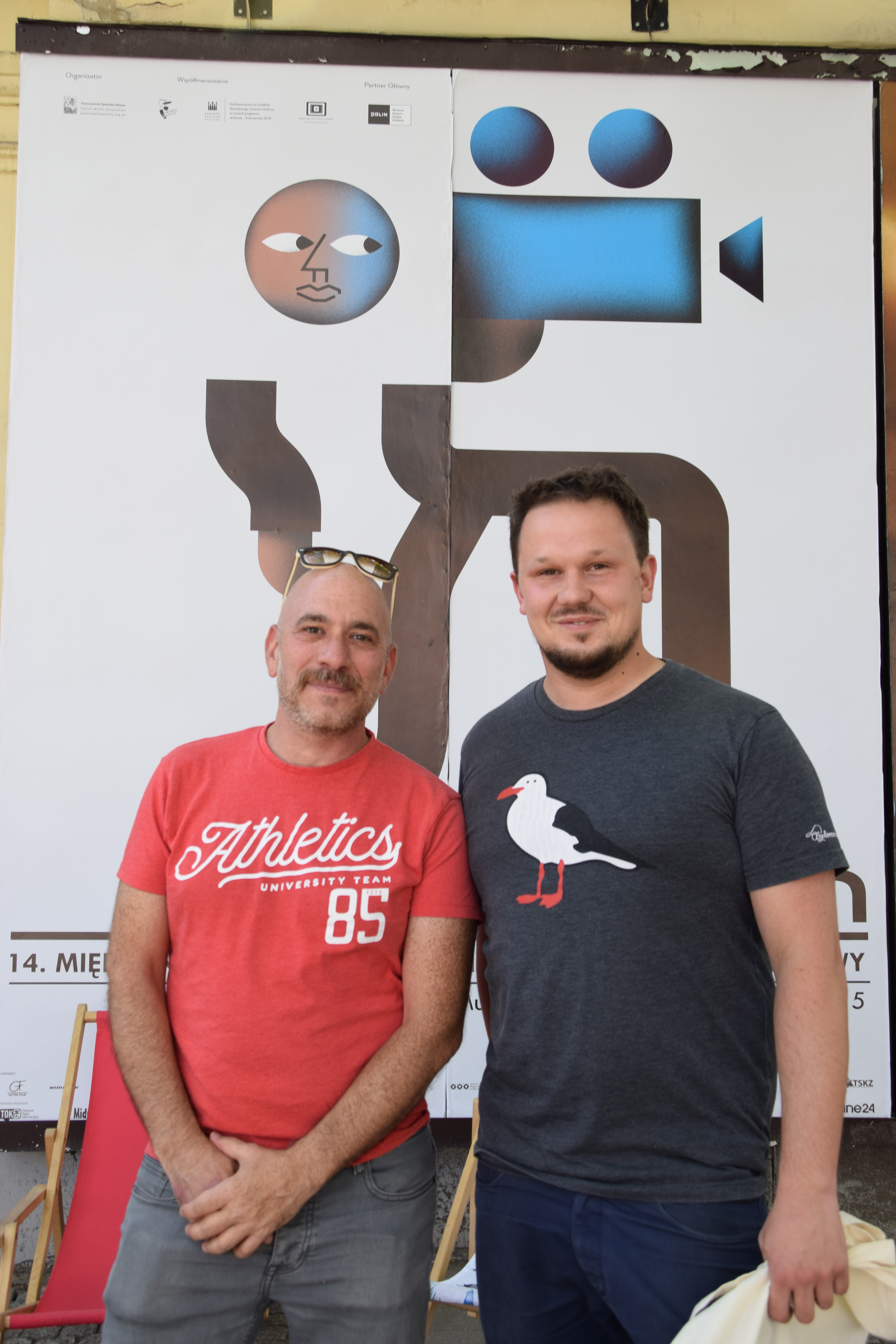
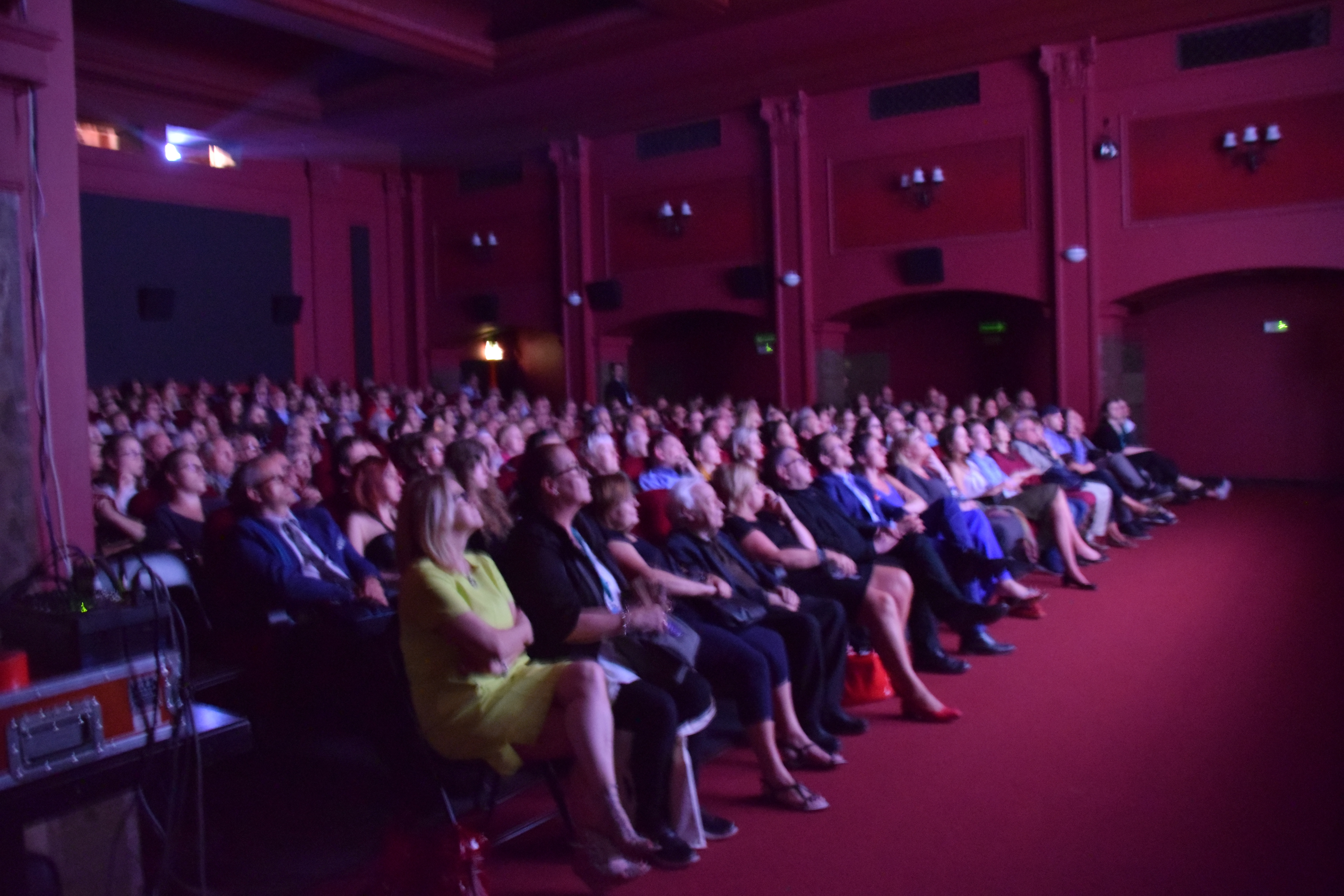
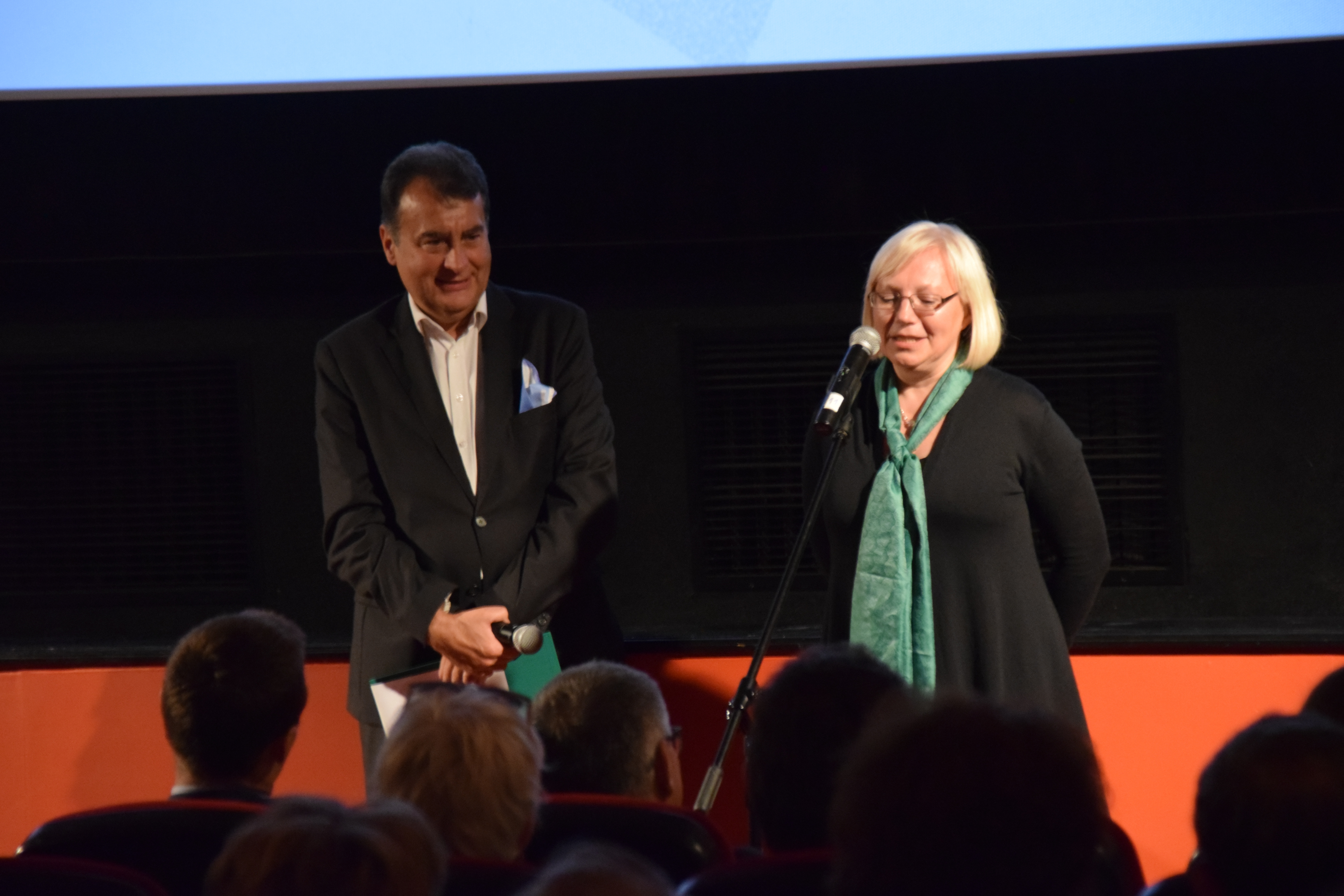
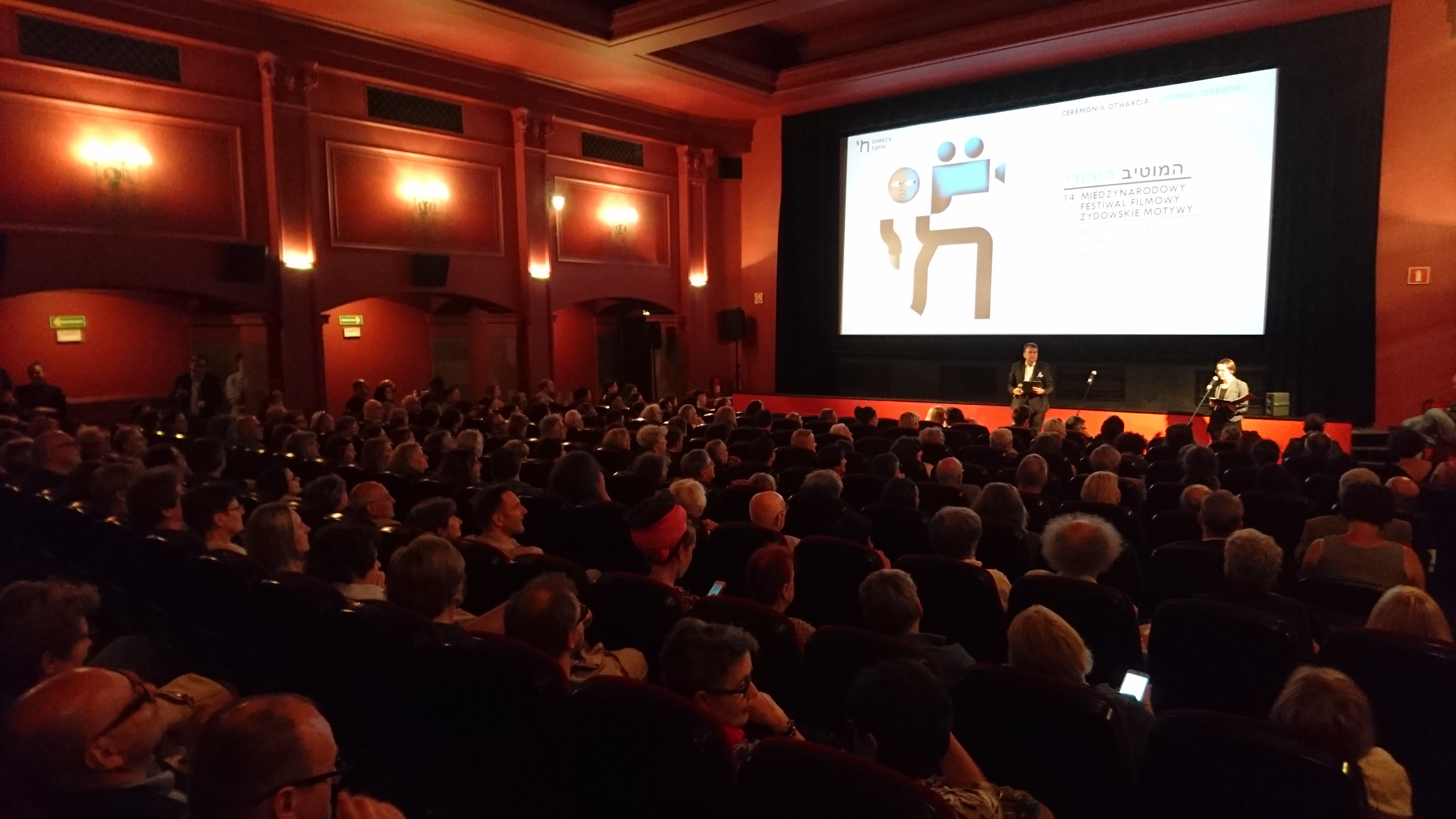
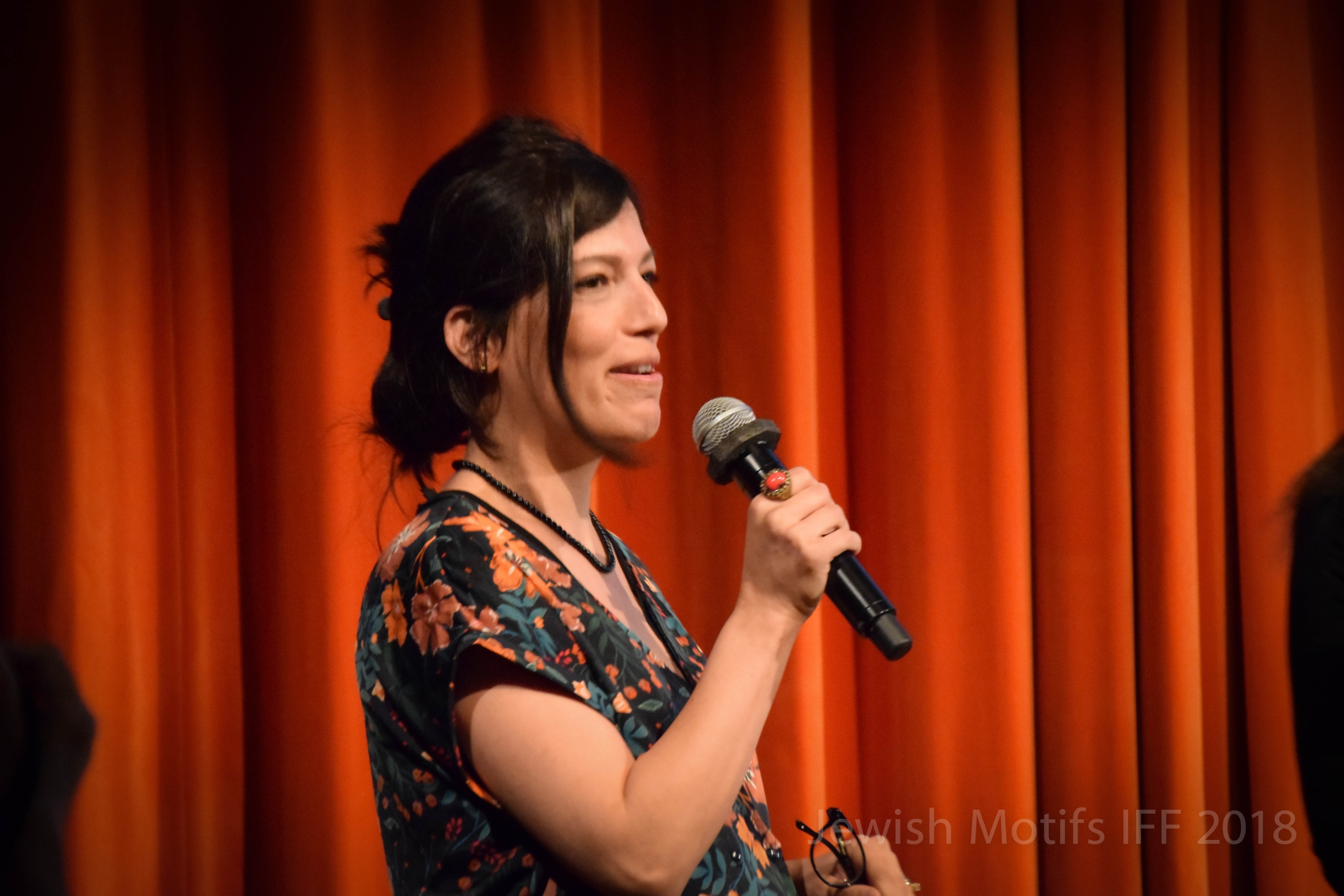
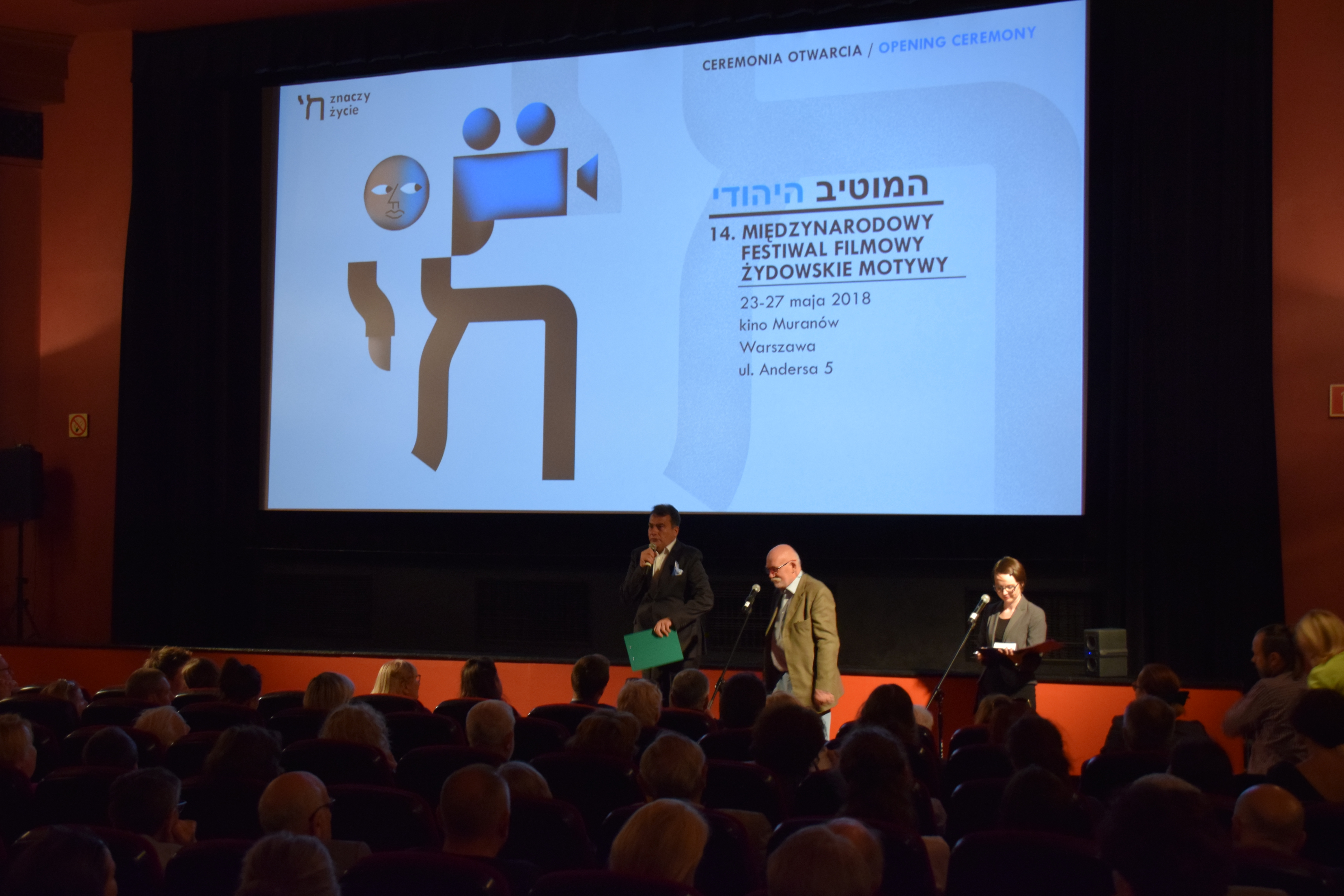
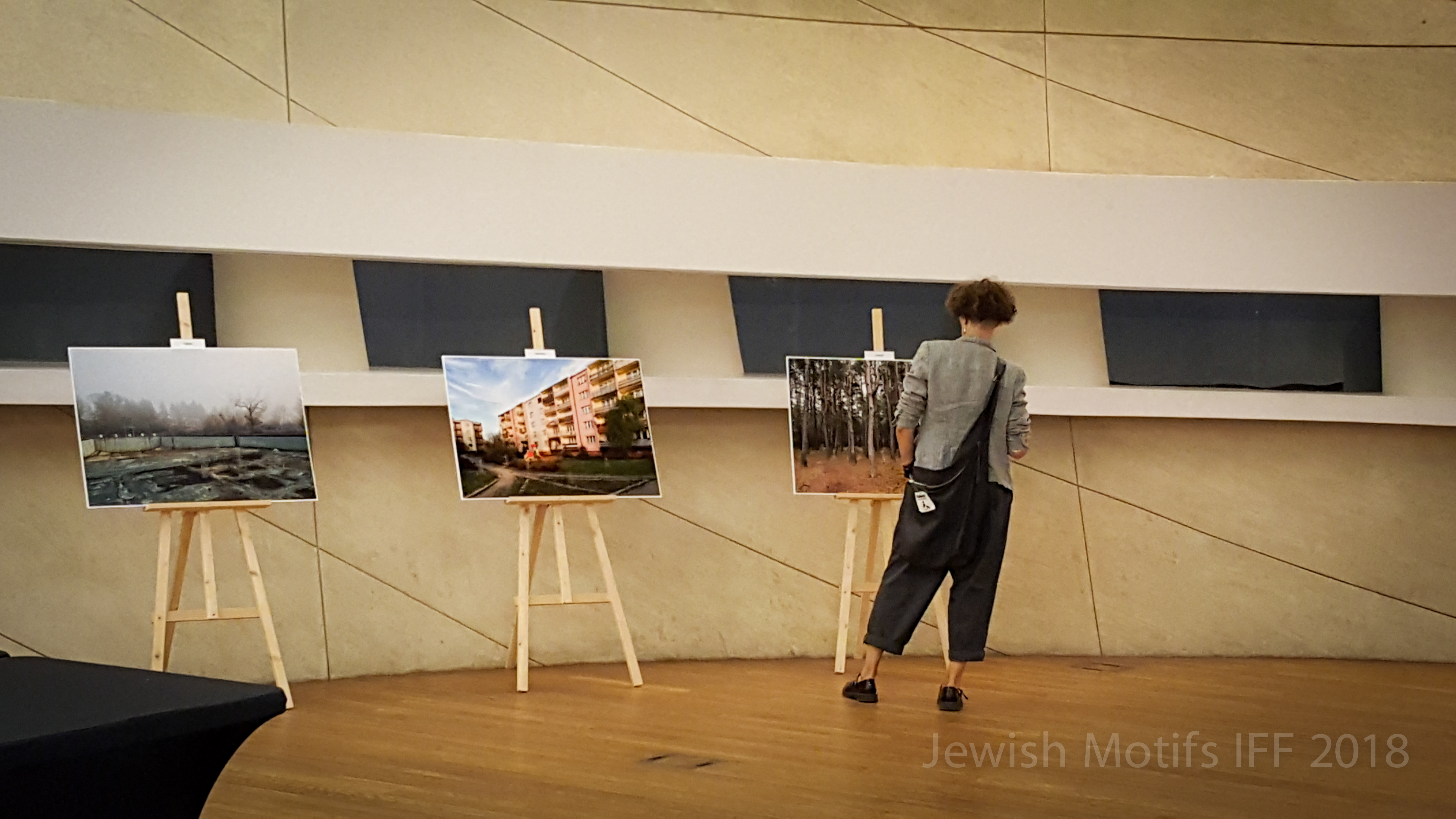
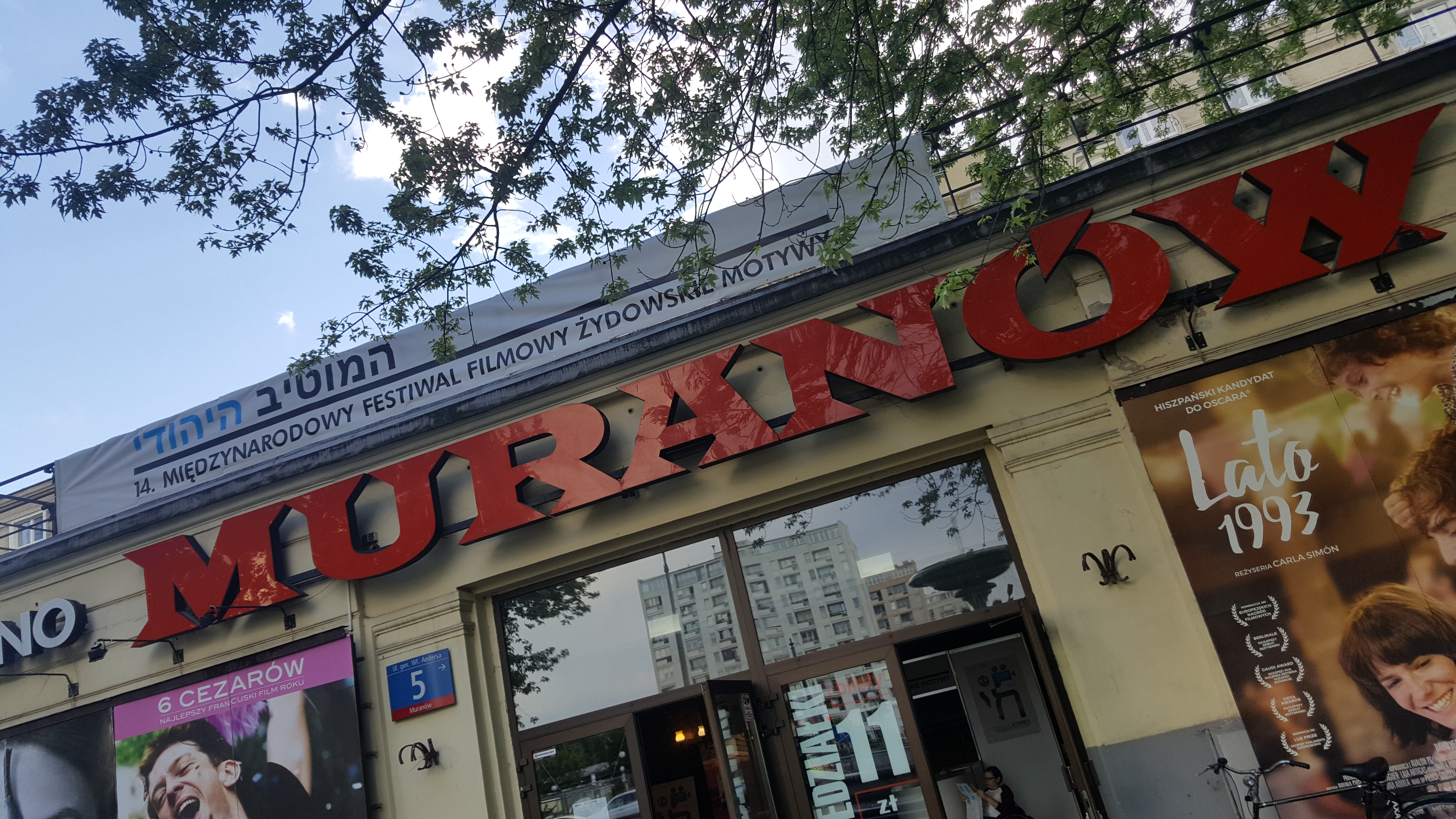
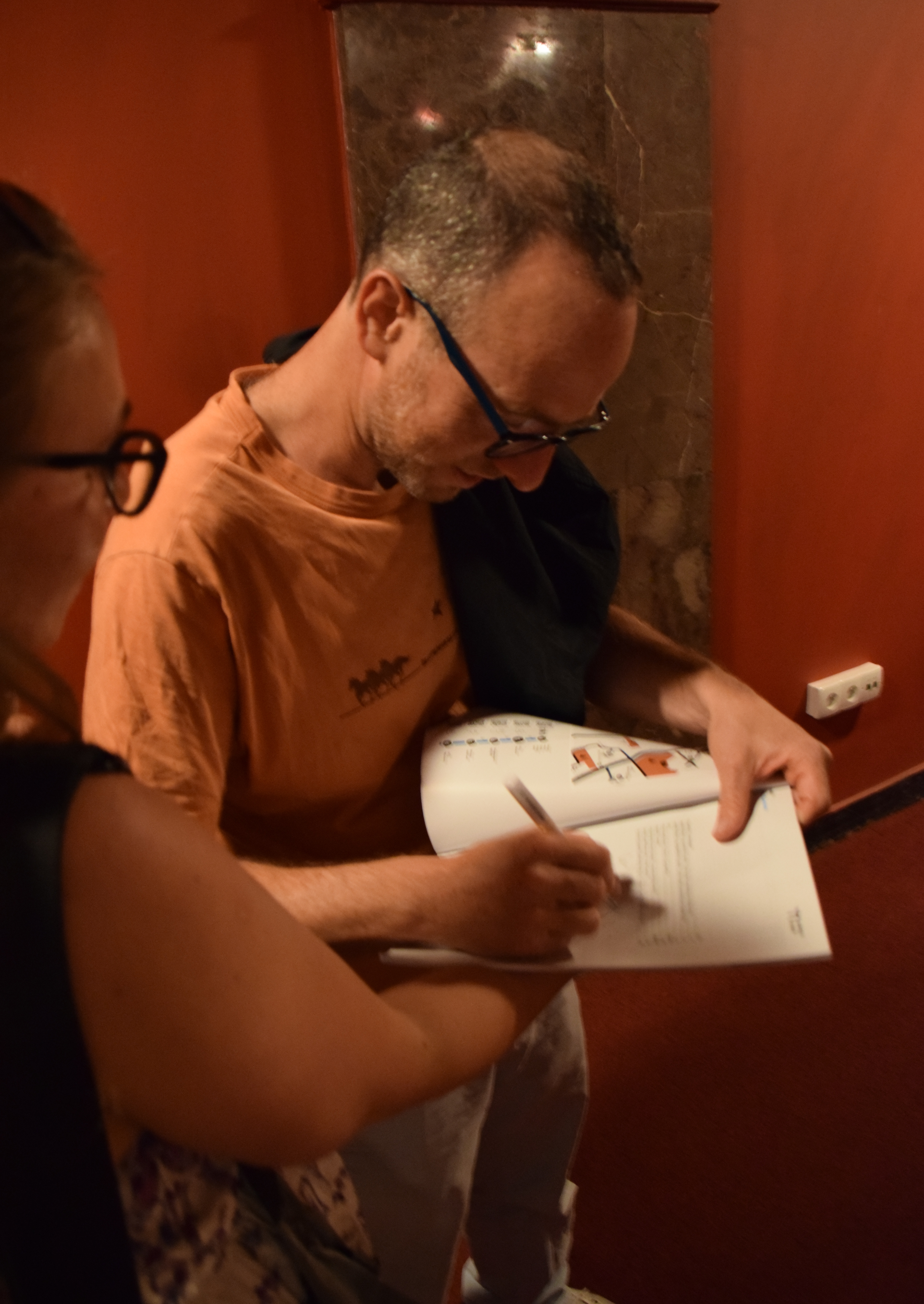
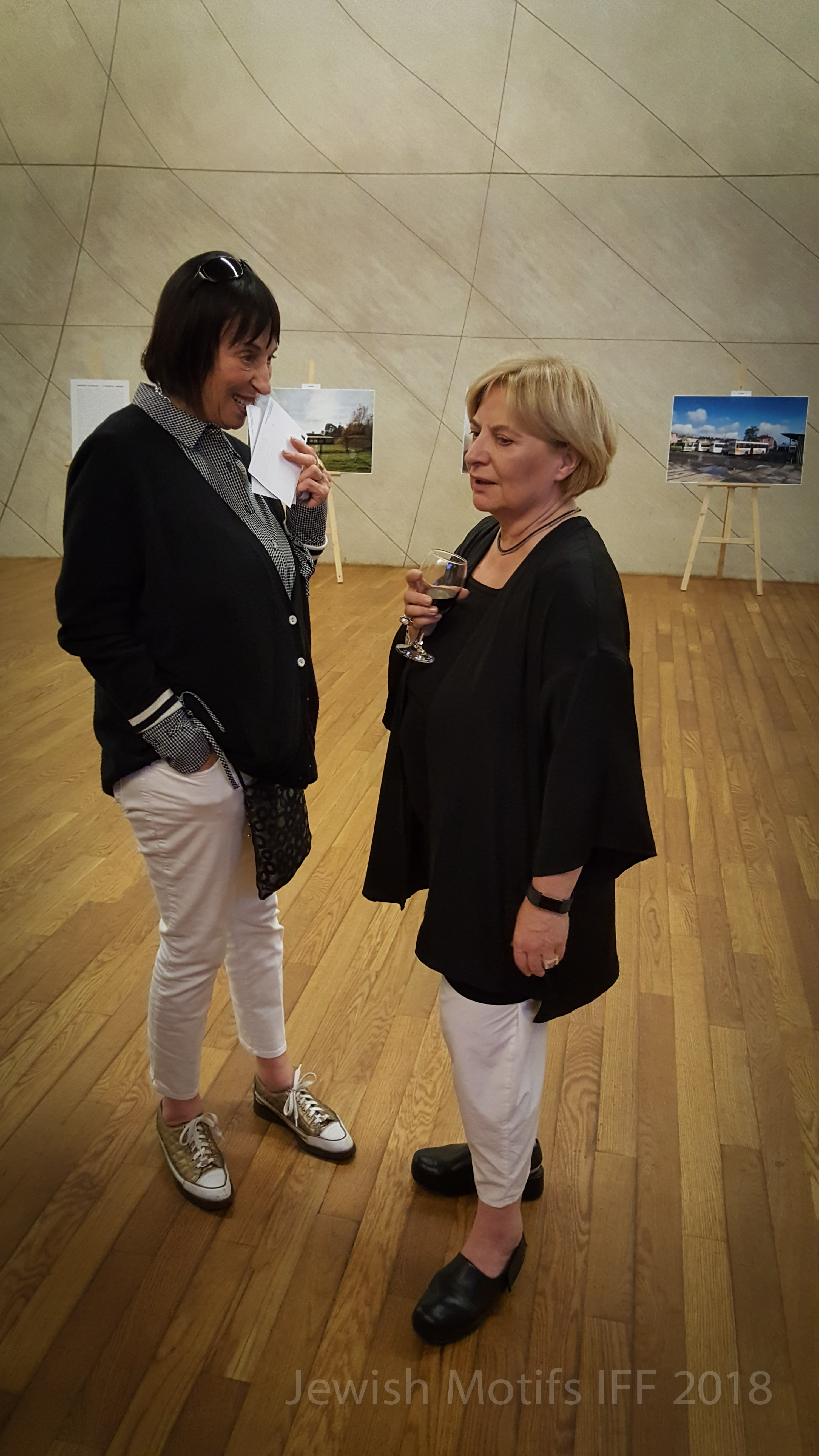

### Data
Od samego początku aż do 2018 roku Festiwal odbywał się regularnie wiosną, wokół rocznicy powstania w getcie warszawskim w 1943 r. – obchodzonej zgodnie z kalendarzem hebrajskim.
| Edycja festiwalu | Rok  | Terminy festiwalowe                            |
| ---------------- | ---- | ---------------------------------------------- |
| 1                | 2004 | 18-27 kwietnia                                 |
| 2                | 2005 | 19-24 maja                                     |
| 3                | 2006 | 11-16 maja                                     |
| 4                | 2007 | 5-10 maja                                      |
| 5                | 2008 | 22-27 kwietnia                                 |
| 6                | 2009 | 28 kwietnia – 3 maja                           |
| 7                | 2010 | 20-25 kwietnia                                 |
| -                | 2011 | (tego roku festiwal nie odbył się)             |
| 8                | 2012 | 25-29 kwietnia                                 |
| 9                | 2013 | 24-28 kwietnia                                 |
| 10               | 2014 | 23-27 kwietnia                                 |
| 11               | 2015 | 8-10 maja                                      |
| 12               | 2016 | 18-22 maja                                     |
| 13               | 2017 | 24-28 maja                                     |
| 14               | 2018 | 23-27 maja                                     |
| 15               | 2019 | 11-15 września                                 |
| -                | 2020 | (festiwal odwołany z powodu pandemii COVID-19) |

### Stowarzyszenie Żydowskie Motywy
W 2004 r. grupa organizatorów pierwszego festiwalu filmowego Żydowskie Motywy, zmotywowana sukcesem wydarzenia, założyła Stowarzyszenie Żydowskie Motywy, które jest organizacją nienastawioną na zysk (non-profit), odpowiedzialną za organizację kolejnych edycji festiwalu. Stowarzyszenie organizuje także pokazy postfestiwalowe i promuje festiwalowe filmy na innych wydarzeniach kulturalnych w Polsce.

## Program
Program składa się z następujących sekcji: film fabularny, dokumentalny, eksperymentalny, animowany, krótkometrażowy.
Wszystkie prezentowane podczas festiwalu filmy, niezależnie czy w ramach konkursu czy poza, kwalifikują się do Nagrody Publiczności.

## Gość honorowy
- 2006: Claude Lelouch
- 2007: Artur Brauner
- 2008: Janusz Morgenstern
- 2009: Adam Holender
- 2010: Edward Żebrowski
- 2011: -- (festiwal nie odbył się)
- 2012: Gila Almagor
- 2013: Józef Hen
- 2014: Andrzej Wajda[20]

## Jury
- 2004: Miron Chernyenko, Michael Handelzalts, Kurt Weber, Leo Kantor, Edward Żebrowski.
- 2005: Akos Engelmayer, Aryeh Golan-Skornik, Włodek Goldkorn, Sławomir Grunberg, Tadeusz Lubelski.
- 2006: Izabela Cywińska, Aleksander Jochwed, Dmitriy Kabakow, Marek Rozenbaum, Witold Stok.
- 2007: Alona Frankel, Peter Fudakowski, Peter Mostovoy, Yoram Golan, Aleksander Kwiatkowski.
- 2008: Ewa Kuryluk, Tomasz Jastrun, Haim Schreiber, Andrzej Titkow, Aleksander Gutman.
- 2009: Andrzej Wolski, Tadeusz Sobolewski, Vita Żelakeviciute, Wanda Kościa-Rostowska, Josi Wein.
- 2010: Irina Rubanova, Petruška Šustrova, Barbara Hollender, Ami Drozd, Ludwik Lewin.
- 2011: ---
- 2012: Benjamin Freidenberg, Tatiana Kosinowa, Gabriele Lesser, Lukáš Přibyl, Andrzej Titkow.
- 2013: Alexandra Szacka, Danae Elon, Jacek Blawut, Olena Babiy, Rafał Listopad.
- 2014: Alon Garbuz, Łukasz Gutt, Maria Zmarz-Koczanowicz, Michał Bregant, Paweł Felis.
- 2015: Borys Lankosz, Magdalena Łazarkiewicz, Jacek Petrycki.
- 2016: Anna Kazejak, Paweł Łoziński, Łukasz Maciejewski.
- 2017: Joanna Kos-Krauze, ks. Andrzej Luter, Anna Zamecka.
- 2018: Beata Chmiel, Andrzej Jakimowski, Adam Bajerski.
- 2019: Beata Chmiel, Cezary Harasimowicz, Natalia Koryncka-Gruz[21].

## Laureaci nagród
Nagrody przyznawane są w kilku kategoriach:
- Warszawski Feniks:
  - Złoty Warszawski Feniks (Grand Prix)[22]
    - Warszawski Feniks
      - dla najlepszego filmu fabularnego
      - dla najlepszego filmu dokumentalnego
      - dla najlepszego filmu eksperymentalnego / najlepszego filmu krótkometrażowego
- Nagroda publiczności (od 2005)
- nagrody specjalne:
  - Nagroda Ger Mandolin Orchestra (przyznawana w latach 2010 – 2016)
  - Nagroda im. Antoniego Marianowicza dla najlepszego polskiego filmu (ufundowana przez Stowarzyszenie Autorów ZAiKS)
  - Nagroda ufundowana przez Gminę Żydowską w Warszawie za najlepsze filmowe przedstawienie współczesnego życia żydowskiego.

### Nagroda Warszawski Feniks

#### Złoty Warszawski Feniks (Grand Prix)
| Rok  | Film                              | Tytuł oryginalny              | Dyrektor                             | Kraj            |
| ---- | --------------------------------- | ----------------------------- | ------------------------------------ | --------------- |
| 2004 | Zabawa w chowanego                |                               | Oren Rudavsky, Menachem Daum         | Izrael          |
| 2005 | Rosenstrasse                      |                               | Margarethe von Trotta                | Niemcy          |
| 2006 | Portrecista                       | Portrecista                   | Ireneusz Dobrowolski                 | Polska          |
| 2007 | Ja tylko chciałem żyć             |                               | Mimmo Calopresti                     | Włochy          |
| 2008 | Umrzeć w Jerozolimie              |                               | Hilla Medalia                        | Izrael          |
| 2009 | Po-lin. Okruchy pamięci           | Po-lin. Okruchy pamięci       | Jolanta Dylewska                     | Polska          |
| 2010 | Dar dla Stalina                   |                               | Rustem Abdrashov                     | Kazachstan      |
| 2011 |                                   |                               |                                      |                 |
| 2012 | Konserwator                       | Boker to adon Fidelman        | Yossi Madmony                        | Izrael          |
| 2013 | Mieszkanie                        |                               | Arnon Goldfinger                     | Izrael          |
| 2014 | Żołnierz na dachu                 |                               | Esther Hertog                        | Izrael          |
| 2015 | Gett - Viviane chce się rozwieść  |                               | Ronit Elkabetz, Szlomi Elkabetz      | Izrael          |
| 2016 | Sprawa Kozalchika                 |                               | Roni Ninio                           | Izrael          |
| 2017 | Przy Planty 7/9                   | Przy Planty 7/9               | Michał Jaskólski, Lawrence Loewinger | Polska          |
| 2018 | Zabliźnione serca                 |                               | Radu Jude                            | Rumunia, Niemcy |
| 2019 | Jonathan Agassi uratował mi życie | Jonathan Agassi saved my life | Tomer Heymann                        | Izrael, Niemcy  |

#### Warszawski Feniks dla najlepszego filmu fabularnego
| Rok  | Film                              | Tytuł oryginalny | Dyrektor                           | Kraj                 |
| ---- | --------------------------------- | ---------------- | ---------------------------------- | -------------------- |
| 2005 | srebrna statuetka: Tylko człowiek | Seres queridos   | Teresa De Pelegri, Dominic Harrari | Hiszpania, Argentyna |
| 2013 | Kiedy wstanie dzień               |                  | Goran Paskaljević                  | Serbia               |
| 2014 | Młodość                           |                  | Tom Szowal                         | Izrael               |
| 2016 | Demon                             | Demon            | Marcin Wrona                       | Polska               |
| 2017 | Dzień po żałobie                  | עוע ויום         | Asaf Polonsky                      | Izrael               |
| 2018 | Droga Aszera                      |                  | Matan Yair                         | Izrael               |
| 2019 | Żal                               |                  | Savi Gabizon                       | Izrael               |

#### Warszawski Feniks dla najlepszego filmu dokumentalnego
| Rok  | Film                                              | Tytuł oryginalny | Dyrektor           | Kraj                   |
| ---- | ------------------------------------------------- | ---------------- | ------------------ | ---------------------- |
| 2005 | srebrna statuetka: Za linią wroga                 |                  | Dov Gil-Har        | Izrael                 |
| 2005 | brązowa statuetka: nr 17                          | Nr 17            | David Ofek         | Izrael                 |
| 2005 | brązowa statuetka: Na zdrowie, towarzyszu Stalin! |                  | Yale Strom         | Stany Zjednoczone      |
| 2013 | Dzieci Hitlera                                    |                  | Chanoch Ze'evi     | Izrael                 |
| 2014 | Czas Poniewieża                                   | Ponevezh Time    | Yehonatan Indursky | Izrael                 |
| 2015 | Border Living                                     |                  | Ronit Ifergan      | Izrael                 |
| 2015 | Mój arabski przyjaciel                            |                  | Noga Nezer         | Izrael                 |
| 2016 | Syndrom Bentwicha                                 |                  | Gur Bentwich       | Izrael                 |
| 2017 | Nad brzegami Jarkonu                              |                  | Avi Belkin         | Izrael                 |
| 2018 | Nieczyste                                         |                  | Daniel Najenson    | Izrael, Argentyna      |
| 2019 | Projekt: Babcia                                   | Granny Project   | Bálint Révész      | Węgry, Wielka Brytania |

#### Warszawski Feniks dla najlepszego filmu krótkometrażowego
| Rok  | Film                    | Tytuł oryginalny | Dyrektor                            | Kraj   |
| ---- | ----------------------- | ---------------- | ----------------------------------- | ------ |
| 2005 | Łyżeczka życia          | Łyżeczka życia   | Michał Nekanda-Trepka               | Polska |
| 2013 | Katarzyna Wielka        |                  | Anna Kuntsman                       | Izrael |
| 2015 | Ischler                 |                  | Atilla Hartung                      | Węgry  |
| 2016 | U fryzjera              |                  | Iris Zaki                           | Izrael |
| 2017 | Transfer                |                  | Michael Grudsky                     | Izrael |
| 2018 | Przeciętniak            |                  | Yaniv Segalovich                    | Izrael |
| 2019 | Marność nad marnościami |                  | Aleksiej Szelmanow, Aleksiej Turkus | Rosja  |

### Nagroda publiczności
| Rok  | Film (tytuł polski)                    | Tytuł oryginalny                       | Dyrektor                             | Kraj   |
| ---- | -------------------------------------- | -------------------------------------- | ------------------------------------ | ------ |
| 2005 | Nr 17                                  | Nr 17                                  | David Ofek                           | Izrael |
| 2006 | Portrecista                            | Portrecista                            | Ireneusz Dobrowolski                 | Polska |
| 2007 | Ponad 1000 słów                        |                                        | Solo Avital                          | Izrael |
| 2008 | Pamiątki                               |                                        | Szachar Cohen, Halil Efrat           | Izrael |
| 2009 | Zaburzony                              |                                        | Adam Hootnick                        | Izrael |
| 2010 | 8 opowieści, które nie zmieniły świata | 8 historii, które nie zmieniają świata | Ivo Krankowski                       | Polska |
| 2011 |                                        |                                        |                                      |        |
| 2012 | Krakowiaczek ci ja…                    |                                        | Tomasz Magierski                     | Polska |
| 2013 | Hava Nagila                            |                                        | Roberta Grossman                     | Izrael |
| 2014 | Tańcząc w Jaffie                       |                                        | Hilla Medalia                        | Izrael |
| 2015 | W ciszy                                | V tichu                                | Zdeněk Jiráský                       | Czechy |
| 2016 | Kapo w Jerozolimie                     |                                        | Uri Barbasz                          | Izrael |
| 2017 | Podróż Bogdana                         | Przy Planty 7/9                        | Michał Jaskólski, Lawrence Loewinger | Polska |
| 2018 | 1945                                   | 1945                                   | Ferenc Török                         | Węgry  |
| 2019 | Cena prawdy                            |                                        | Awi Neszer                           | Izrael |